# Blind (песня Hurts)
«Blind» («Слепой») — второй сингл британского дуэта Hurts со второго альбома Exile, который был выпущен 20 мая 2013 года. Песня написана Hurts и спродюсирована Hurts и Jonas Quant.

## Видеоклип
Режиссёр Nez Khammal также работал с группой над промовидео к альбому Exile. 4 марта 2013 прошли съемки клипа на песню Blind. Съемочной площадкой стали Фрихилиана, Мольина и Арчидона в Малаге (Испания) — были выбраны самые разнообразные места, от старых карьеров на склонах форта, до улиц старого города, церковной площади и нескольких живописных местных магазинчиков. Во время съемок сбегая с лестницы Тео налетел на железные ворота, рассек себе голову, повредил глаз и ему были наложены швы, после чего съемки были продолжены.

## Список композиций
- ;7" сингл[4]

1. «Blind» – 4:23
2. «Blind» (director's cut) (Frankie Knuckles & Eric Kupper classic mix) – 5:30

- ;CD сингл[5]

1. «Blind» – 4:23
2. «Wonderwall» – 4:16

- ;Цифровая дистрибуция[6]

1. «Blind» – 4:23
2. «Blind» (director's cut) (Frankie Knuckles & Eric Kupper classic extended mix) – 7:26
3. «Blind» (Jan Driver remix) – 4:00
4. «Wonderwall» – 4:15
5. «Blind» (Video)

## Коллектив
- Hurts — слова, музыка, программирование, продюсирование
- Тео Хатчкрафт — вокал
- Nathalie Schmeikal — бэк-вокалист
- Jonas Quant — слова, продюсирование, программирование
- Wil Malone — дирижёр, аранжировщик, труба
- Tom Rees-Roberts — труба
- Laurence Davis, Richard Watkins, Simon Rayner — валторна
- Jakob Hermann — звукорежиссёр,
- Andy Wood, Richard Edwards — тромбон
- Dan Grech-Marguerat — звукоинженер
- Spike Stent — микс-инженер
- David Emery — помощник звукорежиссёра
- Ted Jensen — инженер мастеринга[7]

## Чарты
| Чарт (2013)                     | Лучшая Позиция |
| ------------------------------- | -------------- |
| Австрия (Ö3 Austria Top 40)     | 60             |
| Германия (Media Control Charts) | 52             |